# دوري بنما لكرة القدم 2013–14
دوري بنما لكرة القدم 2013–14 (بالإسبانية: LPF Apertura 2013)‏ هو الموسم 39 من دوري بنما لكرة القدم. أشرف على تنظيمه اتحاد بنما لكرة القدم، وكان عدد الأندية المشاركة فيه 10، وفاز فيه نادي تاورو ‏.